# Inkardinacija
Inkardinacija je splošno načelo v Rimskokatoliški cerkvi, po kateri mora biti vsak klerik inkardiniran oz. vključen v neko delno Cerkev oz. v ustanovo, ki ima pravico do tega. Je eden najstarejših pravnih institutov znotraj Cerkve, saj se to načelo omenja že na nicejskem (325) in kalcedonskem koncilu (451). Načelo je v Zakoniku cerkvenega prava opredeljeno s kanonom 265.
Nositelji inkardinacije so tako lahko:
- delna Cerkev: škofija, ozemeljska prelatura, opatija, vikariat, prefektura ali stalna apostolska administratura;
- osebna prelatura in
- ustanova ali družba posvečenega življenja (ki ima za to določene pristojnosti)[2].

Inkardinacija je lahko:
- izvirna: ko klerik prvič prestopi iz laiškega v kleriški stan in
- izvedena: ko klerik zakonito prestopi v drugo nositeljico inkardinacije[2].